# 声压
在物理學中，聲壓（英文：acoustic pressure）是指聲波通過介質時，由振動所產生的壓力改變量，符號為 p。聲波作為一種縱波，在空氣中傳播時，空氣粒子的疏密程度會隨聲波而改變。因此，該處壓強也會隨之改變，此改變量即為聲壓。在國際單位制中，聲壓的單位是帕斯卡（帕，Pa）。
如圖所見，在聲波傳播時，不同位置的疏密程度也有所不同，壓強也因而不同。量度一個聲波的聲壓，常以均方根 prms 作為平均值計算。
聲壓級（英文：sound pressure level）是指以對數尺衡量的「有效聲壓」，相對於一個基準值的大小，符號為 SPL，用分貝（dB）作為單位。對於人類的聽覺，於最敏感的頻率範圍 2 000 Hz 到 5 000 Hz 中，聽閾約為 2 × 10-5 Pa，因此通常以此作為聲壓級的基準值。
在空氣中，聲壓能以傳聲器度量；在水中則可使用水聽器度量。

## 聲壓

聲壓示意圖：①無聲 ②可聞音 ③大氣壓 ④瞬時聲壓

聲壓 p 是聲波通過介質時，由振動所產生的壓強改變量。以空氣作為媒質的例子，無聲時的壓強應為標準大氣壓力 1 atm （101.325 kPa）。當聲音傳播時，會造成粒子的擾動，引起壓力的改變。這個改變量，就是聲壓。
由於粒子的擾動有疏有密，在每點的瞬時聲壓也有所不同，因此我們常以均方根 prms 作為平均值計算。對於一個正弦波的純音，聲壓峰值 ppeak 和均方根值 prms 有以下關係：
{\displaystyle p_{\mathrm {rms} }={\frac {p_{\mathrm {peak} }}{\sqrt {2}}}} 。
在空氣中，對於人類的聽覺，於最敏感的頻率範圍 2 000 Hz 到 5 000 Hz 中，聽閾約為 2 × 10-5 Pa，記作 p0：
{\displaystyle p_{0}=2\times 10^{-5}\,\mathrm {Pa} } 。
聲壓和距離的關係，符合反比律，即某點的聲壓 p，與該點和聲源的距離 r 成反比：
{\displaystyle p\propto {\frac {1}{r}}} 。

## 聲壓級
聲壓級 SPL 是另一個量度聲壓大小的常用物理量，指相對於一個基準值，以對數尺衡量的聲壓，定義如下：
{\displaystyle \mathrm {SPL} =10\log \left({\frac {p}{p_{0}}}\right)^{2}\,\mathrm {dB} } ，
其中 p0 是聽閾聲壓，在空氣中常取 2 × 10-5 Pa；在水中則常取 10-6 Pa。
由於聲壓級是對數級數，本身是無因次量。為表示它是以基數為 10 的對數級數，常加上貝爾（B）作為單位，分貝（dB）就是十分之一個貝爾。有需要時，會寫成 dB SPL 或 dB re 20 μPa ，以強調是聲壓級的對數級數。
聲壓級 SPL 上升 10 dB ，代表聲壓平方 p2 上升 10 倍。聲壓級 SPL 上升 x dB ，則代表代表聲壓平方 p2 上升 10x/10 倍。由此可見，聲壓級是漸強標度，其數值和聲壓並非線性關係。

## 與其他聲學物理量的關係
聲壓 p 和聲強 I 是關係密切的物理量。它們符合以下關係：
{\displaystyle I=pv}
{\displaystyle I={\frac {p^{2}}{z}}}
其中：
- v 是粒子速度，單位是米每秒（m s-1）。
- z 是媒質的特徵聲阻，單位為瑞利（rayl）。

以空氣中的聽閾聲壓 2 × 10-5 Pa 作換算，取空氣聲阻 400 rayl ，可得聽閾聲強 I0:
{\displaystyle I_{0}={\frac {(2\times 10^{-5})^{2}}{400}}=10^{-12}\,\mathrm {W\,m^{-2}} }
聲強級 SIL 作為對數級數，就是以此值作為基準。因此，給定在空氣聲阻的 400 rayl 的環境下，聲壓級和聲強級的數值相等：
{\displaystyle \mathrm {SIL} =\mathrm {SPL} }

## 一些聲壓和聲壓級的例子
| 空氣中的聲源 | 聲壓 p (Pa)           | 聲壓級 SPL (dB) |
| --- | --------------------- | --------------- |
| 激波 (聲波失真大於 1 atm，波形的低谷部分在零壓處遭到削波)                                                              | >101,325 Pa           | >194 dB         |
| 正常環境氣壓中非失真聲音的理論極限                                                                                     | 101,325 Pa            | ~194.094 dB     |
| 閃光彈 | 6,000–20,000 Pa       | 170–180 dB      |
| 火箭發射 | ~4000 Pa              | ~165 dB         |
| 簡單的開放式熱聲學裝置                                                                                                 | 12,619 Pa             | 176 dB          |
| 離M1903春田步槍開火點一米的位置                                                                                        | 7,265 Pa              | 171 dB（peak）  |
| 離M1加蘭德步槍開火點一米的位置                                                                                         | 5,023 Pa              | 168 dB          |
| 30米外的客機引擎 | 632 Pa                | 150 dB          |
| 達到疼痛閾值 | 63.2 Pa               | 130 dB          |
| 離巫巫茲拉號角一米的位置                                                                                               | 20 Pa                 | 120 dB（A）     |
| 直接造成聽力受損 | 20 Pa                 | approx. 120 dB  |
| 100米外的客機引擎 | 6.32 – 200 Pa         | 110 – 140 dB    |
| 一米外的手提鑽 | 2 Pa                  | approx. 100 dB  |
| 10米外的公路 | 2×10−1 – 6.32×10−1 Pa | 80 – 90 dB      |
| （長期暴露）容易產生聽力受損                                                                                           | 0.356 Pa              | 85 dB           |
| 10米外的汽車 | 2×10−2 – 2×10−1 Pa    | 60 – 80 dB      |
| 美國環境保護局為了防止聽力損傷以及噪音所帶來的其他干擾性影響（如睡眠干擾、壓力增加、學習能力下降等）而制定之噪音最大值 |                       | 70 dB           |
| 手持電動攪拌機 |                       | 65 dB           |
| 一米外的電視 | 2×10−2 Pa             | approx. 60 dB   |
| 洗衣機、洗碗機 |                       | 50-53 dB        |
| 正常的談話 | 2×10−3 – 2×10−2 Pa    | 40 – 60 dB      |
| 非常安靜的房間 | 2×10−4 – 6.32×10−4 Pa | 20 – 30 dB      |
| 樹葉聲、安靜的呼吸聲                                                                                                   | 6.32×10−5 Pa          | 10 dB           |
| 在1 kHz時的聽覺極限 | 2×10−5 Pa             | 0 dB            |